# Hoplitis pyrrhosoma
Hoplitis pyrrhosoma är en biart som beskrevs av Wu 1990. Hoplitis pyrrhosoma ingår i släktet gnagbin, och familjen buksamlarbin. Inga underarter finns listade i Catalogue of Life.